# Massa (sociologia)

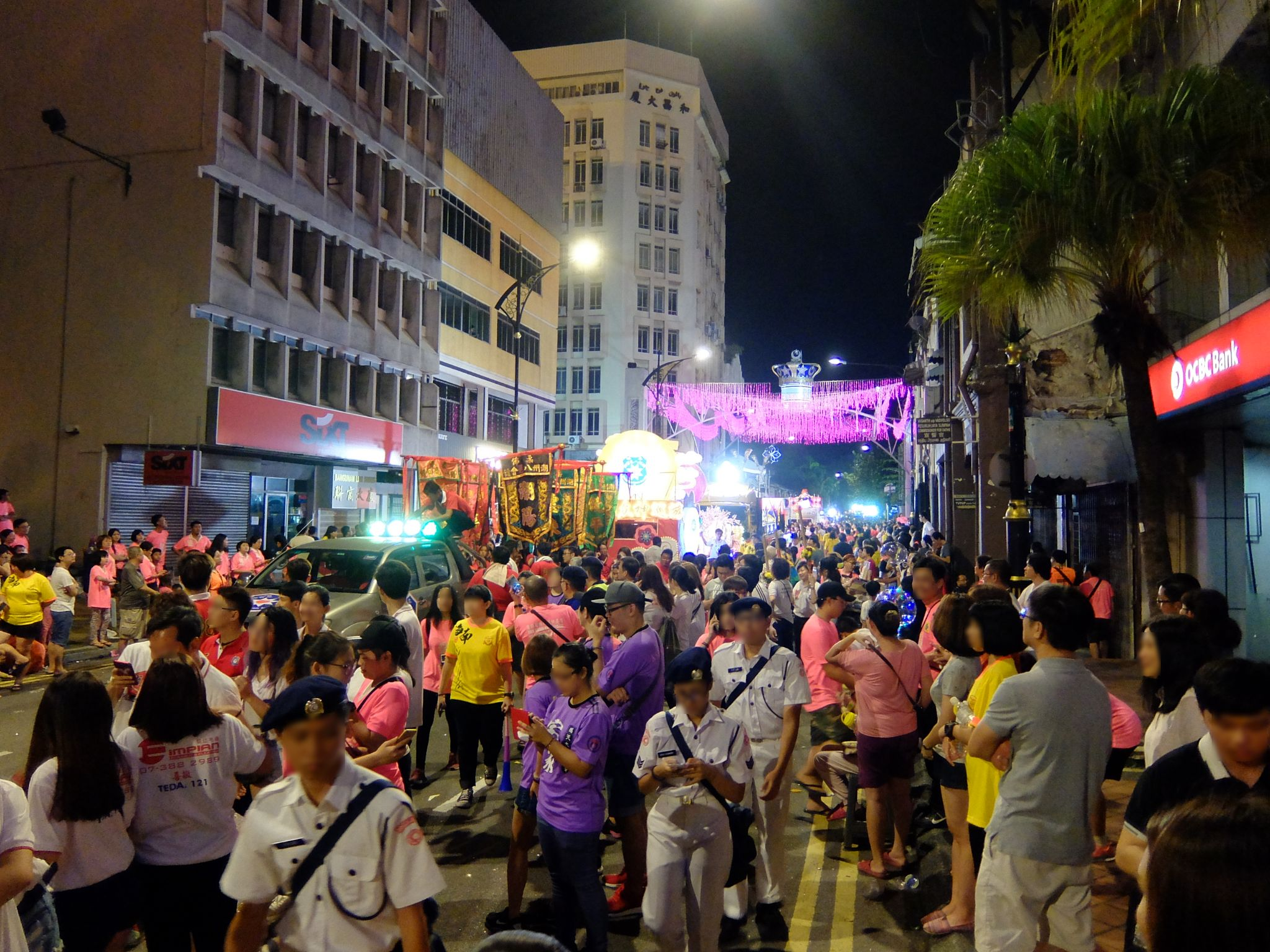
Massa

Il termine massa si contrappone all'individuo nel render la natura sociale dell'umano, in senso per lo più spersonalizzato.

## Utilizzo
Il termine ha avuto diversi significati nel corso delle diverse epoche storiche. 
Nel Medioevo essa indicava le persone appartenenti alle corporazioni delle arti e dei mestieri; nel 1600 e  nel 1700 esso indicava la classi più povere, in opposizione ai nobili; invece nel 1800, la filosofia di Marx lo identificava con la classe proletaria ancora inconsapevole della sua identità e non ancora organizzata. 
Il pensiero di Friedrich Nietzsche considera la massa come trionfo della quantità sulla qualità e insieme di individui mediocri. Per la moderna psicologia la massa è un insieme di persone senza un ruolo nella società, incapaci di agire autonomamente.

## Descrizione

### Psicologia delle folle
Nelle società industrializzate la massa coincide con la maggioranza delle persone ed essa diviene l'oggetto della ricerca degli studi di Scipio Sighele, Gustave Le Bon e Gabriel Tarde. Mentre per i primi due i mass media sono ritenuti responsabili dell'alienazione dell'individuo verso cui svolgono un'attività performativa, l'altro considera la massa come "pubblico", raggruppamento misto in continua evoluzione.
In "Psicologia delle masse e analisi dell'io" ("Massenpsychologie und Ich-Analyse", 1921) Sigmund Freud descrive i rapporti tra gli individui raggruppati nella massa, e la pulsione che gioca nelle scelte degli individui, la quale permette alla massa di restare unita. Questo testo si riferisce soprattutto alle masse che seguono un capo carismatico, ma più in generale, fa luce sui processi psichici che portano un individuo ad accomunarsi ad un gran numero di persone. Per questo può essere un valido strumento di studio per tutte le diramazioni dei fenomeni che si possono definire di massa.

### Massa e altre collettività
Uno studio del 1939 di Herbert Blumer ha confrontato la massa con il gruppo, la folla e il pubblico.

### Partiti di massa
I partiti di massa sono veri e propri punti di riferimento per la gente;
infatti rappresentano e sostengono la forza democratica, quindi sono organizzazioni politiche costituite dal pensiero di determinati gruppi sociali uniti da pensieri ideali /sociali.
Questi partiti nacquero nel primo dopoguerra sostenuti da vari cambiamenti, come nei diritti civili e politici (ad esempio il suffragio universale maschile, poi femminile).
La nascita dei partiti di massa è logicamente preceduta da quella delle società di massa, ovvero di una progressione sociale che permise assieme ai partiti lo sviluppo e la diffusione delle culture di massa, mezzo che permette la diffusione e la consapevolezza del progresso scientifico/tecnologico o dell'arte, ad ogni individuo.